# Jerónimo Corte-Real

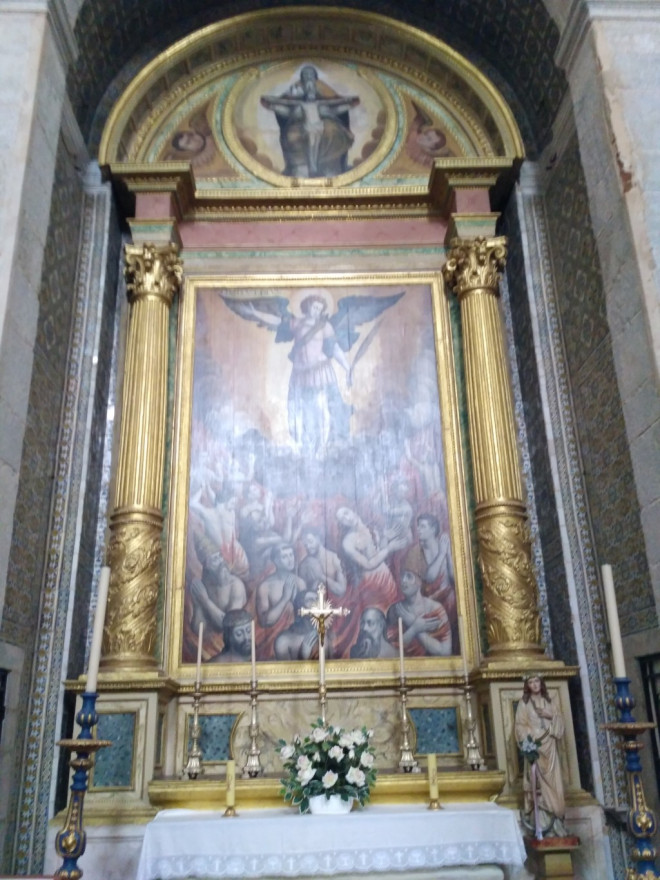
São Miguel e as suas almas, tela da autoria de Jerónimo Corte-Real, patente na Igreja de Santo Antão (Évora).

Jerónimo Corte-Real (Lisboa?, c. 1533 — Évora, 15 de novembro de 1588) foi um fidalgo da Casa Real, membro da influente família dos Corte Real, que se destacou como cultor do humanismo renascentista nos campos da poesia épica e da pintura. Poeta bilíngue, produzindo em português e em castelhano, celebrizou-se com o poema em vinte e um cantos, dedicado ao rei D. Sebastião, intitulado «Sucesso do Segundo Cerco de Diu, estando D. João de Mascarenhas por capitão da fortaleza», uma composição que celebra os feitos militares de D. João de Mascarenhas no cerco que a guarnição portuguesa da cidade de Diu sofreu em 1546. Contudo, a obra que mais o imortalizou foi o poema intitulado «Naufragio de Spulveda ...», obra que mereceu várias edições e serviu de inspiração a múltiplos autores. Conserva-se (Códice Cadaval na Arquivo Nacional da Torre do Tombo) um manuscrito de «Sucesso do Segundo Cerco de Diu, ...», magnificamente ilustrado pelo autor.

## Biografia
Jerónimo Corte-Real terá nascido em Lisboa, embora alguns autores aventem que possa ter nascido em Angra, na ilha Terceira, onde seu avô, Vasco Anes Corte Real, era o capitão do donatário, cargo que a partir de 1537 passaria para seu pai, Manuel Corte Real. Contudo, o mais provável é que tenha nascido em Lisboa, pois por alturas do seu nascimento a família Corte-Real já se encontrava em franca ascensão social, residindo quase permanentemente na capital e casando os seus membros com a melhor aristocracia do reino, com a capitania a ser governada pelos seus ouvidores residentes. Entre os membros próximos da família paterna contavam-se os descobridores da Terra Nova (Canadá), os seus tios-avôs Gaspar e Miguel Corte-Real. A mãe era a espanhola D. Beatriz de Mendoza, filha de Iñigo López de Mendoza e de Maria Bazán, dama da rainha D. Catarina, filha do 2.º visconde de Palacios de Valduerna. Associava assim na sua ascendência a família Corte-Real às ilustres famílias espanholas de Mendoza e de Bazán. 
O pai, para além de capitão do donatário em Angra e na ilha de São Jorge, nos Açores, foi alcaide-mor de Tavira por ser neto e herdeiro de João Vaz Corte Real. Era, por isso, sobrinho dos navegadores Gaspar e Miguel Corte Real, que se perderam em viagens de exploração realizadas em direcção às costas atlânticas da América do Norte e à Gronelândia.
Foi confirmado fidalgo da casa do rei D. João III, com 2$400 réis de moradia, o que lhe permitiu o ingresso nos círculos cortesãos. Foi o 3.º administrador do morgado de Vale da Palma, em Évora, no qual sucedeu a seu irmão João Corte-Real que morrera solteiro, acidentalmente morto por um criado de seu pai.
O morgadio de Vale da Palma, que permaneceria por gerações na família, fora instituído pelo seu tio homónimo Jerónimo Corte-Real, «mui nobre fidalgo e grandios’» que faleceu solteiro em Lisboa após 1542. O morgado integrava bens próprios do instituidor e os que herdara de seu pai, tendo como centro a herdade de Vale da Palma, em Nossa Senhora de Machede, concelho de Évora. A administração deste morgadio foi legada a Manuel Corte Real, com a condição de a passar ao seu segundo filho, no caso João Corte-Real, que ao falecer precocemente e sem descendência, permitiu a passagem da administração para o seu irmão Jerónimo, que imediatamente o seguia na ordem de sucessão por ser o 3.º filho legítimo de Manuel Corte Real.
Jerónimo Corte-Real casou em 1561 com D. Luísa de Vasconcelos (ou da Silva), dama da rainha D. Catarina de Áustria, filha herdeira de Jorge de Vasconcelos, que fora senhor da ilha da Berlenga e armador e provedor-mor das armadas em Lisboa. Em atenção aos serviços prestados pelo seu falecido sogro e por sua mulher, por carta de 22 de fevereiro de 1571 recebeu a mercê da capitania-mor de uma nau da Índia, na vagante dos providos antes de 1568.
Por carta régia de 19 de novembro de 1576 foi feito comendador de São Vicente da Beira, na Ordem de Cristo. Após a União Ibérica foi feito fidalgo do conselho do rei Filipe II.
Apesar de Sousa Viterbo afirmar que Jerónimo Corte-Real serviu como militar na Índia e em Marrocos, tal parece não corresponder à realidade. Aquele autor acrescenta ainda que Jerónimo Corte-Real teria em 1578, já «com avançada idade», que não seriam mais de 45 anos a julgar pela data de nascimento, sido feito prisioneiro em Alcácer Quibir ali permanecendo até ser resgatado, retirando-se depois para a sua herdade de Vale da Palma. Contudo, apesar de ter recebido a mercê de uma capitania numa das naus da Índia, e de Barbosa Machado lhe atribuir uma vida de soldado, e incluso algumas façanhas militares, não se conhece documentação que o comprove, já que o seu nome nunca se encontrou em qualquer crónica e parece mesmo que não terá chegado a viajar até à Índia, apesar de ter recebido em 1571 uma mercê de «capitania-mor» numa das naus que faziam a carreira. Assim, os dados conhecidos apontam para que que Jerónimo Corte-Real apenas tenha sido homem das armas nos elogios poéticos dos seus contemporâneos.
Em 1586 foi nomeado provedor da Santa Casa da Misericórdia de Évora. Nesse mesmo ano, por carta régia de 8 de novembro de 1586, obteve a legitimação de uma filha, D. Beatriz da Silva, nascida, já depois de ter casado, de um relacionamento com D. Isabel de Vasconcelos, solteira. Esta filha herdaria a tença que lhe legara seu pai, e casou com António de Sousa de Abreu, fidalgo da casa do Duque de Bragança e alcaide-mor de Borba, que em 1594 seria o editor do Naufragio de Sepulveda.
No campo literário, ao estar casado com uma herdeira da família de Sá de Meneses, estava assim aparentado com os poetas Francisco de Sá de Meneses e Manuel de Portugal. Esta relação, e a posição de prestígio social que a família Corte-Real atingira, coloca-o entre os poetas do «círculo mirandino». Conhecem-se da sua autoria três poemas épicos, produzidos entre os finais da década de 1560 e a sua morte em 1588.
Jerónimo Corte-Real celebrizou-se com o poema em 21 cantos dedicado ao rei D. Sebastião intitulado «Sucesso do Segundo Cerco de Diu, estando D. João de Mascarenhas por capitão da fortaleza», uma composição que celebra os feitos militares de D. João de Mascarenhas no cerco que a guarnição portuguesa aquartelada na cidade de Diu sofreu em 1546. Esta obra foi impressa em 1574, mas já circulava na forma manuscrita pelo menos desde 1569, incluindo alguns exemplares ricamente ilustrados pelo autor, dos quais se conhece o códice Cadaval 31 do Arquivo Nacional da Torre do Tombo.
Escreveu também em 15 cantos, e em espanhol, a obra intitulada «Austríada ou Victoria de D. Juan de Austria en el golfo de Lepanto», celebrando a vitória de D. Juan de Austria contra os otomanos na batalha de Lepanto. Escrita em espanhol, a obra foi enviada, em manuscrito ilustrado datado de 1575, a Filipe II de Espanha, saindo impressa em Lisboa no ano de 1578. O manuscrito iluminado enviado a Filipe II conserva-se na Biblioteca Nacional de Espanha, embora as  miniaturas tenham desaparecido antes do século XIX, sabendo-se contudo que cada um dos quinze cantos tinha uma ilustração de página inteira.
A estratégia de envio de um manuscrito ilustrado aos poderosos da época, seguida em ambas as suas obras atrás descrites, que no caso da «Austríada ou Victoria de D. Juan de Austria en el golfo de Lepanto» deu origem à versão ilustrada pelo autor contida no manuscrito 3693 da Biblioteca Nacional de Espanha, permitiu a sobrevivência de dois exemplares que são valiosíssimas peças: dois manuscritos épicos e ilustrados a cores pelo seu autor, demonstrando ser na verdade um poeta-pintor, numa obra que se apresenta perfeitamente coerente com a importância da enargeia e do estilo visual dos seus poemas. Texto e imagem compartilham a mesma retórica, posta ao serviço da figura do poeta artista e humanista, capaz de se ilustrar em todas as artes.
Contudo, a sua obra mais conhecida, que mereceu diversas edições nos séculos seguintes e que influenciou dezenas de escritores posteriores, foi o poema em 17 cantos «Naufrágio e lastimoso sucesso da perdição de Manuel de Sousa de Sepúlveda». Os poemas são quase inteiramente em decassílabos soltos, relevando a poesia épica, com um tom notoriamente laudatório. O autor reflete a decadência do império português nos finais do século XVI. Editado postumamente por iniciativa do seu genro, saiu a público em 1594.
Já no século XVIII apareceu a obra Auto dos quatro novíssimos do homem, no qual entra também uma meditação das penas do Purgatório,  publicado pela primeira vez em 1768 por iniciativa de Francisco Luís Ameno, com atribuição autoral que parece estilisticamente confirmada.
Diogo Barbosa Machado, na sua Bibliotheca Lusitana, atribui a Jerónimo Corte-Real alguns poemas manuscritos, nomeadamente: o poema dedicado a Lopo de Vega Carpio intitulado Epilogo de Capitaens insignes Portugueses; uma Elegia a huma Dama illustre natural de Évora (parte desta obra está impressa na I. parte. da Mornarchia Luzitana, lib. 4. cap. 8); e a obra intitulada Perdição d'el Rey D. Sebastiaõ em Africa, e das calamidades, que se seguiram a este Reyno, manuscrito que constava de vários cantos.
Apesar da profunda e duradoura influência da sua obra, críticos posteriores consideraram que não era dotado de grande génio poético. Corte Real cultivou também a música e a pintura, ilustrando ele mesmo os seus poemas. No campo da pintura, conhece-se um quadro de Jerónimo Corte-Real intitulado São Miguel e as suas almas, patente num retábulo da igreja de Santo Antão, em Évora.
No Monumento a Camões inaugurado em Junho de 1867 em Lisboa, da autoria do escultor Victor Bastos, destaca-se a figura do poeta com quatro metros, em bronze, que assenta sobre um pedestal oitavado, rodeado por oito estátuas com 2,40 metros de altura esculpidas em mármore. Representam vultos notáveis da cultura e das letras dos séculos XV e XVI: o historiador e cronista Fernão Lopes; o cosmógrafo Pedro Nunes; o cronista Gomes Eanes de Azurara; os historiadores João de Barros e Fernão Lopes de Castanheda; e os poetas Vasco Mouzinho de Quevedo, Jerónimo Corte-Real e Francisco de Sá de Meneses.

## Obras
- Sucesso do Segundo Cerco de Diu, estando D. João de Mascarenhas por capitão da fortaleza (Lisboa, 1574) — obra que o celebrizou, uma composição em 21 Cantos dedicada ao rei D. Sebastião, poema que enaltece os feitos militares de D. João de Mascarenhas no cerco que a cidade de Diu sofreu em 1546;
- Felicíssima Victoria Concedida del Cielo al Señor D. Juan de Austria en el golfo de Lepanto de la Poderosa Armada Otomana en el Año de Nuestra Salvación de 1572 (Lisboa, 1578) — poema que celebra a vitória de D. João de Áustria sobre os turcos otomanos na Batalha de Lepanto, escrito em castelhano;
- Naufrágio e Lastimoso Sucesso da Perdição de Manuel de Sousa Sepúlveda e Dona Leonor de Sá Sua Mulher (Lisboa, 1594) — poema em 17 cantos que narra a viagem e o trágico fim de Manuel de Sousa Sepúlveda, esposa e filhos, nas terras dos cafres (em Moçambique);
- Auto dos Quatro Novíssimos do Homem, no Qual Entra também uma Meditação das Penas do Purgatório (Lisboa, 1768) — obra publicada sem indicação de autor.
- La lamentable pérdida del rey don Sebastián y del reino de Portugal -- obra que permaneceu manuscrita na Biblioteca da Ajuda.

### Edições recentes
- Jerónimo Corte-Real, Obras de Jerónimo Corte-Real (Sucesso do Segundo Cerco de Diu; Naufrágio de Sepúlveda; Auto dos Quatro Novíssimos do Homem; Elegias). In Colecção Tesouros da Literatura e da História (introdução, e revisão de M. Lopes de Almeida), Lello & Irmão Ed., Porto, 1979.
- Jerónimo Corte-Real, Poesia. In Angelus Novus (introd., selec., fixação do texto e notas de Hélio J. S. Alves), Braga-Coimbra, 1998.
- Jerónimo Corte-Real, Sepúlveda e Lianor. Canto primeiro. Ed. e estudo de Hélio Alves. Coimbra: CIEC, 2014.
- Jerónimo Corte-Real, La lamentable pérdida del rey don Sebastián y del reino de Portugal. Ed. e estudo de José Miguel Martínez Torrejón. Colóquio/Letras 201 (2019): 73-145.
- João Manuel Pereira da Silva, Jerónimo Corte-Real (Crónica do Século XVI), 2.ª ed., Rio de Janeiro, B. L. Garnier, Editor, 1865.